# Gällinge församling
Gällinge församling är en församling i Kungsbacka kontrakt i Göteborgs stift. Församlingen  ingår i Löftadalens pastorat och ligger i Kungsbacka kommun i Hallands län.

## Administrativ historik
Församlingen har medeltida ursprung. Församlingen var till 2014 annexförsamling i pastoratet Frillesås, Gällinge och Idala. Pastoratet omfattade mellan 1962 och 1992 även Ölmevalla församling och Landa församling. Församlingen ingår från 2014 i Löftadalens pastorat.

## Kyrkor
- Gällinge kyrka